# Mémorial Émancipation
Le mémorial Émancipation (en anglais Emancipation Memorial, également connu sous le nom de Freedman’s Memorial ou Emancipation Group), et parfois appelé le Lincoln Memorial avant la réalisation de l'imposant monument situé devant le Lincoln Memorial Reflecting Pool faisant partie du National Mall, est un monument situé dans Lincoln Park dans le quartier de Capitol Hill de Washington, D.C.,.
Conçu et sculpté par Thomas Ball et érigé en 1876, le monument représente Abraham Lincoln dans son rôle du « grand émancipateur » libérant un esclave Afro-Américain. Archer Alexander (en), un ancien esclave noir, aurait servi de modèle. L'esclave est représenté sur un genou, avec un poing fermé, torse nu et enchaîné aux pieds du président. 
À l'origine, le monument faisait face à l'ouest en direction du Capitole jusqu'à ce qu'il ait été tourné dans la direction opposée, en 1974, afin de faire face au mémorial Mary McLeod Bethune, nouvellement érigé.

## Controverse
Le monument a longtemps été l'objet de controverses. Selon les informations de l'American University : 

« S'il y a un monument sur l'esclavage dont les origines politiques sont incontestables, c'est le mémorial de Freedman. Le processus de développement de ce mémorial a commencé immédiatement après l'assassinat d'Abraham Lincoln et a pris fin à la fin de la reconstruction en 1876. À bien des égards, il illustre et traduit les espoirs, les rêves, la recherche, et les échecs ultimes de reconstruction. »

En dépit d'avoir été payé par les Afro-Américains, l'historien Kirk Savage  a condamné l’œuvre en 1997 comme «...un monument perpétuant l'idéologie raciste» en raison de la position suppliante et inférieure de l'esclave représenté. 
L’œuvre fait partie du groupe des monuments de la guerre de Sécession présents à Washington, et est inscrite au Registre national des lieux historiques.